# Iliana Iwanowa
Iliana Iwanowa, bułg. Илиана Найденова Иванова (ur. 14 września 1975 w Starej Zagorze) – bułgarska ekonomistka i polityk, od 2009 do 2012 posłanka do Parlamentu Europejskiego, audytor w Europejskim Trybunale Obrachunkowym (2013–2023, od 2025), od 2023 do 2024 członkini Komisji Europejskiej.

## Życiorys
W 1998 ukończyła studia z dziedziny międzynarodowych stosunków gospodarczych na Uniwersytecie Ekonomicznym w Warnie, później obroniła pracę magisterską z finansów międzynarodowych na Arizona State University. Odbyła staże w amerykańskich instytucjach finansowych.
Po powrocie do Bułgarii w 2006 znalazła się w szeregach partii Obywatele na rzecz Europejskiego Rozwoju Bułgarii (GERB), była ekspertem ds. finansów w ministerstwie rolnictwa. Z ramienia GERB została w 2007 wybrana w skład rady miejskiej w Sofii. W wyborach w 2009 uzyskała mandat posłanki do Parlamentu Europejskiego. Pracowała w Komisji Rynku Wewnętrznego i Ochrony Konsumentów oraz Kontroli Budżetowej, przystąpiła do grupy Europejskiej Partii Ludowej.
W 2012 zaaprobowano jej kandydaturę na bułgarskiego audytora w Europejskim Trybunale Obrachunkowym. Objęła to stanowisko 1 stycznia 2013, odchodząc dzień wcześniej z PE. We wrześniu 2023 zastąpiła Mariję Gabriel w składzie Komisji Europejskiej kierowanej przez Ursulę von der Leyen. Powierzono jej sprawy innowacji, badań naukowych, edukacji, kultury i młodzieży. Zakończyła urzędowanie z końcem kadencji KE w 2024. 1 stycznia 2025 ponownie zasiadła w Europejskim Trybunale Obrachunkowym.